# Eladia saccula
Eladia saccula är en svampart som först beskrevs av E. Dale, och fick sitt nu gällande namn av G. Sm. 1961. Eladia saccula ingår i släktet Eladia och familjen Trichocomaceae.   Inga underarter finns listade i Catalogue of Life.